# تغذیه گندروی

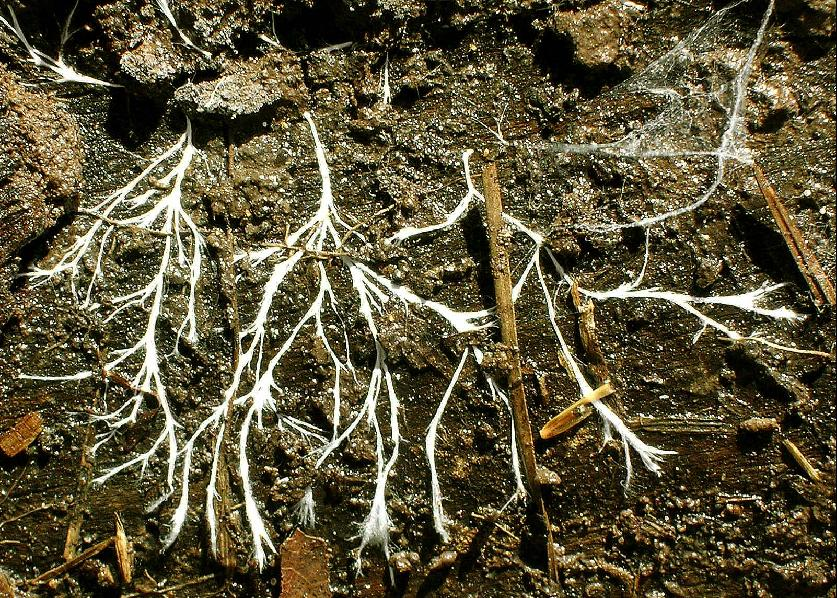
طناب جلینه از مجموعه‌ای از نخینه‌ها تشکیل شده است. بخش اساسی در فرایند تغذیه گندزی است و برای جذب مواد آلی از طریق دیواره سلولی آن استفاده می‌شود. شبکه نخینه‌ها به عنوان جلینه نامیده می‌شود که برای تغذیه قارچ‌ها ضروری است.

تغذیه گندروی (انگلیسی: Saprotrophic nutrition)، یا تغذیه گندزی، فرآیندی از هضم خارج سلولی (Extracellular digestion) شیمی‌دگرپرورد است که در پردازش مواد آلی پوسیده (مرده یا ضایعات) دخیل است. در گندروی‌ها رخ می‌دهد و اغلب با قارچ‌ها (برای نمونه کپک سیاه سنجاقی) و باکتری‌های خاک مرتبط است. قارچ‌های میکروسکوپی گندروی گاهی گندزی نامیده می‌شوند. گیاهان گندروی یا فلورباکتریایی گیاگندزی نامیده می‌شوند (Sapro «مواد پوسیده» + phyte «گیاه»)، اگرچه اکنون اعتقاد بر این است که همه گیاهانی که قبلاً تصور می‌شد گندروی هستند در واقع انگل قارچ‌های میکروسکوپی یا گیاهان دیگر هستند. این فرایند اغلب از طریق انتقال فعال چنین موادی از طریق درون‌بری در داخل جلینه داخلی و نخینه‌های تشکیل‌دهنده آن تسهیل می‌شود.
ریشه‌های مختلف واژه مربوط به مواد پوسیده (دتریتوس، ساپرو-)، خوردن و تغذیه (-vore, -phage) و گیاهان یا اشکال حیات (-phyte, -obe) اصطلاحات مختلفی را تولید می‌کنند، مانند پوده‌خوار، پوده‌زی، گندخوار، گیاگندزی. معانی آنها همپوشانی دارند، اگرچه تمایزات فنی (بر اساس عملکردهای فیزیولوژیکی) حواس را محدود می‌کند. برای نمونه، تمایزات استفاده را می‌توان بر اساس بلع ماکروسکوپی ریزه (همان‌طور که کرم خاکی انجام می‌دهد) در مقابل کافت میکروسکوپی ریزه (مانند قارچ) ایجاد کرد.

## روند
از آنجایی که ماده در محیطی که یک گندزی در آن قرار دارد تجزیه می‌شود، گندزی چنین ماده‌ای را به ترکیبات خود تجزیه می‌کند.
- پروتئین‌ها از طریق شکستن پیوندهای پپتیدی توسط پروتئازها به ترکیبات آمینو اسیدی خود تجزیه می‌شوند.[۳]
- لیپیدها توسط لیپازها به اسیدهای چرب و گلیسرول تجزیه می‌شوند.[۳]
- نشاسته توسط آمیلازها به قطعات دی‌ساکاریدهای ساده شکسته می‌شود.[۳]
- سلولز، بخش عمده‌ای از سلول‌های گیاهی و بنابراین یکی از اجزای اصلی مواد پوسیده به گلوکز تجزیه می‌شود.

این محصولات از طریق دیواره سلولی توسط اندوسیتوز مجدداً توسط نخینه جذب می‌شوند و در کل مجموعه جلینه منتقل می‌شوند. این امر عبور چنین موادی را در سراسر جاندار تسهیل می‌کند و امکان رشد و در صورت لزوم ترمیم را فراهم می‌کند.

### شرایط
برای اینکه جاندار گندزی بتواند رشد و ترمیم مطلوب را تسهیل کند، باید شرایط و مواد مغذی مطلوبی وجود داشته باشند شرایط بهینه به چندین شرایط گفته می‌شوند که رشد جاندارهای گندزی را بهینه می‌کنند، مانند:
1. وجود آب: ۸۰ تا ۹۰ درصد جرم قارچ‌ها را آب تشکیل می‌دهد و قارچ‌ها به‌دلیل تبخیر آب باقی‌مانده در داخل به آب اضافی برای جذب نیاز دارند.[۴]
2. وجود اکسیژن: تعداد بسیار کمی از جاندارهای گندزی می‌توانند شرایط بی‌هوازی را تحمل کنند، همان‌طور که رشد آنها در بالای محیط‌هایی مانند آب یا خاک نشان می‌دهد.[۴]
3. پی‌اچ خنثی-اسیدی: شرایط خنثی یا خفیف اسیدی تحت پی‌اچ ۷ مورد نیاز است.[۴]
4. دمای متوسط کم: اکثر جاندارهای گندزی به دمای بین ۱ تا ۳۵ درجه سانتی‌گراد نیاز دارند و رشد بهینه آن در ۲۵ درجه سانتی‌گراد رخ می‌دهد.[۴]

اکثر مواد مغذی دریافت شده توسط چنین موجوداتی باید قادر به تأمین کربن، پروتئین، ویتامین‌ها و در برخی موارد یون باشند. با توجه به ترکیب کربن اکثر موجودات، مواد مرده و آلی منابع غنی دی‌ساکاریدها و پلی‌ساکاریدها مانند مالتوز و نشاسته و مونوساکارید گلوکز را فراهم می‌کنند.
از نظر منابع غنی از نیتروژن، گندزی‌ها به پروتئین ترکیبی برای ایجاد پروتئین نیاز دارند که با جذب آمینو اسیدها تسهیل می‌شود و معمولاً از خاک غنی گرفته می‌شود. اگرچه هم یون‌ها و هم ویتامین‌ها نادر هستند، تیامین یا یون‌هایی مانند پتاسیم، فسفر و منیزیم به رشد جلینه کمک می‌کنند.